# Alcañices

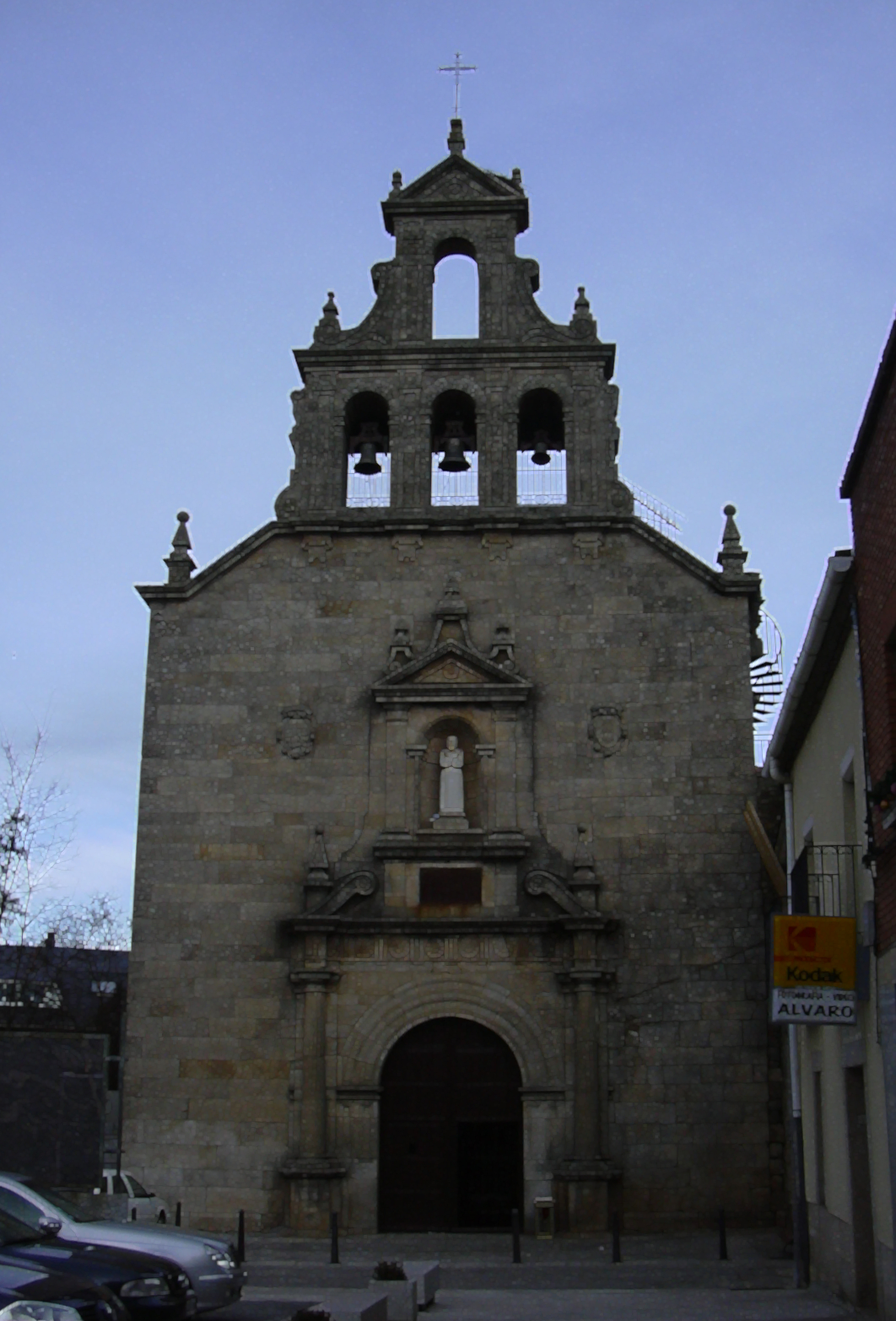
De kerk van Alcañices

Alcañices is een gemeente in de Spaanse provincie Zamora in de regio Castilië en León met een oppervlakte van 54,76 km². Alcañices telt 1.111 inwoners (1 januari 2016).